# 김미정 (1978년생 유도 선수)
김미정(金美貞, 1978년 8월 1일 ~ )은 대한민국의 유도 선수이다. 1992년 하계 올림픽 유도 하프헤비급 우승자인 김미정과 한글 이름이 같다.